# Dendrobium crenatifolium
Dendrobium crenatifolium är en orkidéart som beskrevs av Johannes Jacobus Smith. Dendrobium crenatifolium ingår i släktet Dendrobium, och familjen orkidéer. Inga underarter finns listade i Catalogue of Life.